# Saint-Maurice-sur-Eygues
Saint-Maurice-sur-Eygues é uma comuna francesa na região administrativa de Auvérnia-Ródano-Alpes, no departamento de Drôme. Estende-se por uma área de 8,82 km². Em 2010 a comuna tinha 805 habitantes (densidade: 91,3 hab./km²).